# Lycée Albert-Camus (Bois-Colombes)
 (mai 2025).
Motif : Notoriété à démontrer
- Archive Wikiwix
- Bing
- Cairn
- DuckDuckGo
- E. Universalis
- Gallica
- Google
- G. Books
- G. News
- G. Scholar
- Persée
- Qwant
- (zh) Baidu
- (ru) Yandex
- (wd) trouver des œuvres sur Wikidata

| 1. | Préciser le motif de la pose du bandeau. | Précisez le motif de la pose du bandeau en utilisant la syntaxe suivante : {{admissibilité à vérifier\|date=août 2025\|motif=remplacez ce texte par le motif}}                                          |
| 2. | Informer les utilisateurs concernés.     | Pensez à avertir le créateur de l'article, par exemple, en insérant le code ci-dessous sur sa page de discussion : {{subst:avertissement admissibilité à vérifier\|Lycée Albert-Camus (Bois-Colombes)}} |

Pour les articles homonymes, voir Lycée Albert-Camus.
Le lycée Albert-Camus est un lycée public général et technologique situé à Bois-Colombes (Hauts-de-Seine, France), dans la métropole du Grand Paris.

Anciennement associé au collège Albert-Camus en tant que cité scolaire, le lycée est indépendant depuis la rentrée 2014.
Il propose des sections internationales allemande, espagnole, italienne et anglaise. Le lycée est en rénovation depuis l'été 2021 et la première partie a été inauguré par la Présidente de la Région Île de France, Valérie Pécresse le 13 novembre 2024. La seconde partie a été annoncée pour le début de la rentrée 2025.

## Classement du lycée
En 2023, sur 54 établissements recensés dans le département, le lycée général et technologique public Albert Camus à Bois-Colombes occupe la position no 32 dans le classement des lycées des Hauts-de-Seine et le rang no 1346 au niveau national.
Le classement s'établit sur trois critères : le taux de réussite au bac, la proportion d'élèves de terminale qui obtient le baccalauréat en ayant fait les deux dernières années de leur scolarité dans l'établissement, et la valeur ajoutée (calculée à partir de l'origine sociale des élèves, de leur âge et de leurs résultats au diplôme national du brevet).

## Anciens élèves
Ont étudié au lycée Albert Camus :
- l'humoriste Pablo Mira ;
- l'actrice et productrice Julie Gayet ;
- le duo de youtubeurs McFly et Carlito ;
- l'humoriste, acteur et chroniqueur Stéphane Guillon (jusqu'à son renvoi en classe de 2de),
- l'économiste Esther Duflo (seulement son année de 2de), avant d'aller au lycée Henri-IV) ;
- Hubert Védrine, homme politique, ancien ministre des Affaires étrangères de Lionel Jospin.